# World Opera Stars: Ewa Podleś
World Opera Stars: Ewa Podleś (Ewa Podleś live with Poznań Philharmonic Orchestra) – album koncertowy polskiej śpiewaczki o światowym uznaniu Ewy Podleś z udziałem Orkiestry Symfonicznej Filharmonii Poznańskiej pod dyrekcją Łukasza Borowicza, wydany w 2014 przez Dux (nr kat. DUX 1134). Płyta rozpoczyna serię "Gwiazdy Światowych Scen Operowych" / "World Opera Stars". Uzyskała ona nominację do Fryderyka 2016 w kategorii Album Roku – Muzyka Chóralna, Oratoryjna i Operowa.

## Lista utworów
1. Christoph Willibald Gluck: Overture to Iphigénie en Aulide
2. Christoph Willibald Gluck:  Orpheus’ recitative and aria Malheureux, que j’ai fait – J’ai perdu mon Eurydice from Orphée et Eurydice
3. Gioacchino Rossini: Overture to Aureliano in Palmira
4. Gioacchino Rossini: Cyrus’ aria Ciro infelice from Ciro in Babilonia
5. Gaetano Donizetti: Orsini’s toast from Lucrezia Borgia
6. Sergey Prokofiev: Aria from the cantata Alexander Nevsky
7. Amilcare Ponchielli: Aria of La Cieca Voce di donna from La Gioconda
8. Pietro Mascagni: Intermezzo from Cavalleria rusticana
9. Giuseppe Verdi: Azucena’s aria Introduction
10. Giuseppe Verdi:  Azucena’s aria Stride la vampa from Il Trovatore
11. Jules Massenet: Tirade of Madame de la Haltiere from Cendrillon
12. Gioacchino Rossini: Isabella’s aria Cruda sorte from L’Italiana in Algeri

## Wykonawcy
- Ewa Podleś – kontralt
- Orkiestra Symfoniczna Filharmonii Poznańskiej / Poznań Philharmonic Orchestra
- Łukasz Borowicz – dyrygent